# 滾筒印花

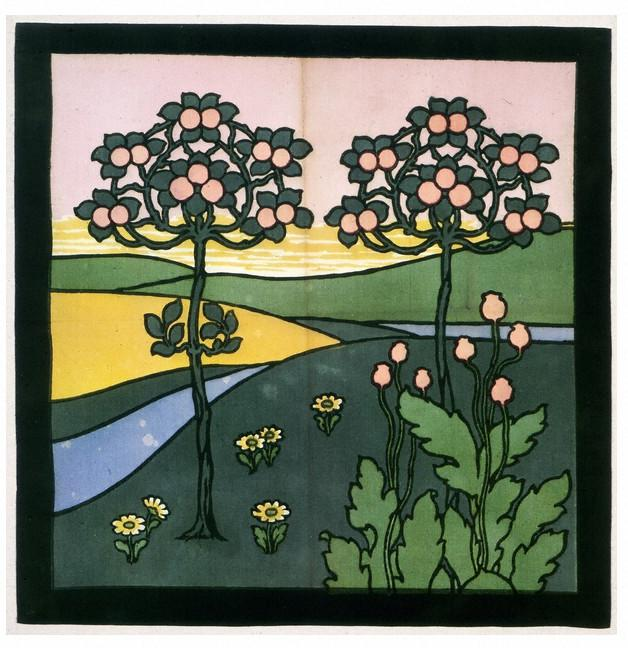
1904年由Silver Studio設計的滾筒印花棉質靠墊罩面板，收藏於V&A博物館，編號為CIRC.675–1966

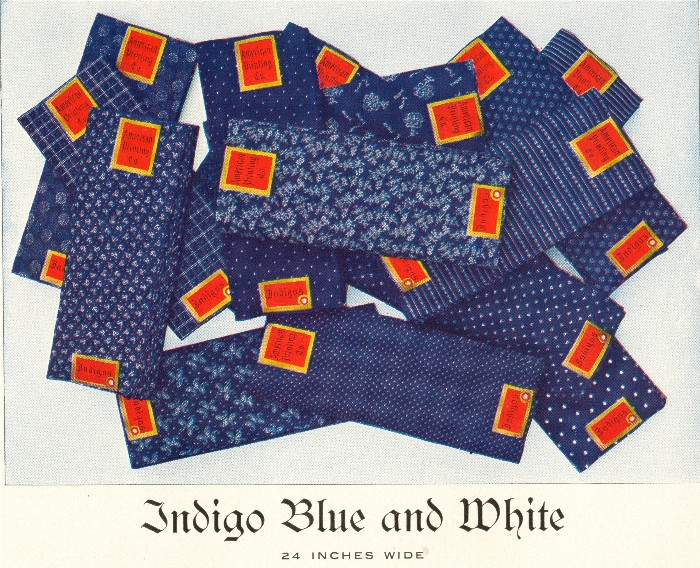
美國印刷公司製作的靛藍與白色印花布，年代約為1910年

滾筒印花（英語：roller printing, cylinder printing, machine printing）是一種應用於織物的紡織印花技術。此技術由蘇格蘭的湯馬斯·貝爾（Thomas Bell）於1783年申請專利，目的是降低早期銅版印花的成本。從1790年代起，蘭開夏郡的布料工廠開始使用此方法生產棉質連衣裙布料，常見的設計為條紋圖案及稱為「機器圓點」（machine grounds）的微小點狀單色圖案。